# 帕尔贝利耶
帕尔贝利耶（英語：Par Beliya），是印度西孟加拉邦Puruliya县的一个城镇。总人口6036（2001年）。

## 人口
该地2001年总人口6036人，其中男性3172人，女性2864人；0—6岁人口835人，其中男443人，女392人；识字率58.95%，其中男性为68.82%，女性为48.01%。